# Дракпа Чанчуб
Дракпа Чанчуб (тиб. གྲགས་པ་བྱང་ཆུབ; 1356—1386) — 4-й десі (регент-володар) Тибету в 1373—1381 роках.

## Життєпис
Належав до династії Пагмодрупа. Другий син Рінчена Дордже та Сіни Таші Кі. Народився 1356 року. Мав чернече буддійське виховання. 1371 року призначається данса (настоятелем-правителем) відомого монастиря Тель.
1373 року його стрийко — десі Шак'я Рінчен втратив розум, після чого новим десі обрали Дракпу Чанчуба. 1374 року відбулися офіційні церемонії. Продовжив політику збереження незалежності Тибету від імперії Мін, попри те, що 23 серпня 1374 року імператором Чжу Юаньчжан призначили чиновника Вей Женя керувати У-Цангом і Кхамом (східним і центральним Тибетом). Владу над Тибетом мінський імператор мав лише у своїх наказах.
Дракпа Чанчуб забезпечив мир у Тибеті, але більше мав схильності до чернечого життя. Тому 1381 року зрікся влади й знову став дансою Теля, приділяючи увагу тантрам. Помер 1386 року. Новим десі став зведений брат Сонам Дракпа.